# IAR 95
IAR 95 Spey a fost un proiect de avion supersonic de vânătoare românesc, desfășurat în anii 1980, și neterminat din cauza lipsei de fonduri, înainte de construirea unui prototip. Proiectul prevedea un aparat cu o aripă convențională (dublu-delta), cu fantele de admisie a aerului în lateral. S-au propus diferite variante, cu unul sau două motoare, și cu unul sau două ampenaje verticale.
Guvernul român a luat în considerare și cooperarea cu Iugoslavia (la fel ca în cazul IAR 93), dar aceasta a refuzat din cauza proiectului propriu, Novi Avion.
IAR-95 este similar ca design și performanțe (estimate) avionului chinezesc FC-1, produs în anii 1990 în colaborare cu Pakistanul. Este posibil să fi existat un schimb tehnologic, ținând cont de cooperarea militară și economică de atunci dintre România și China.

## Varianta inițială
Activitatea de cercetare în domeniul aerospațial în România a fost desfășurată din 1968 de Institutul de Cercetare-Proiectare Aerospațială (INCAS), pentru ca apoi această activitate să fie preluată de Institutul de Mecanica Fluidelor și Cercetări Aerospațiale (IMFCA), care după 10 ani să se reorganizeze, devenind Institutul pentru Creație Științifică și Tehnică - (INCREST). Acesta a fost cel care avea să înceapă cercetarea pentru conceperea unui avion supersonic românesc.
Proiectul IAR 95 a început la sfârșitul anilor '70, sub conducerea inginerului Dumitru Badea. A rezultat un avion ușor, monoloc, cu un singur motor care ar fi trebuit să fie capabil de o tracțiune de aproximativ 54 de kN (91 de kN cu postcombustie). Aripa ar fi fost montată sus, și s-au studiat configurații cu unul sau două ampenaje verticale.
În 1981 s-a renunțat la întregul proiect, din cauza faptului că nu s-a putut procura un motor cu performanțele cerute.

## IAR 101 și IAR-S
La puțin timp lucrul la un avion supersonic a fost reluat, sub conducerea inginerului Constantin Roșca, numele fiind acum IAR 101; acesta era similar primului proiect, fiind ceva mai mare și având patru puncte de acroșare sub aripi. 
Au urmat apoi mai multe variante, cu unul sau două motoare, cu două ampenaje verticale, cu unul sau doi piloți. Acestea au fost testate în tunelul de vânt, și numele proiectului era acum IAR-S. Aparatul cu doi piloți și un singur motor părea cel mai promițător; se prefigura ca un avion multi-rol, capabil atât de vânătoare aeriană, cât și de atac la sol. Macheta sa este încă în holul INCAS.
Pentru a testa capacitatea de producție indigenă a unui avion supersonic, s-a decis construirea unui prototip numit IAR-95ME, de către Întreprinderea de Avioane București (astăzi Romaero S.A.), și un departament al INCREST a fost mutat în apropierea fabricii. Deși lucrările erau într-un stadiu avansat, s-a renunțat la întregul proiect în 1988, din lipsa fondurilor. 
Încercarea de a produce un avion supersonic a fost o provocare foarte dificilă pentru industria românească, iar anii ce aveau să vină au demonstrat că foarte puține țări au reușit în această privință - aparate mai ambițioase ca Eurofighter sau Rafale au întârziat mai mult de 10 ani peste programul inițial, Novi Avion a fost anulat; Gripen-ul însă, mai simplu decât primele două, și bazat pe un motor deja disponibil (deci perfect comparabil cu IAR 95), a intrat în serviciu mai devreme și s-a dovedit până acum un succes.

## Performanțe
Acestea sunt performanțele anticipate pentru prototipul IAR 95ME:

### Caracteristici generale
- Echipaj: 1 sau 2
- Lungime: 16,0 m ()
- Anvergură: 9,3 m ()
- Înălțime: 5,45 m ()
- Greutate (gol): 7.880 kg ()
- Greutate încărcat:  ()
- Greutate maximă la decolare: 15.200 kg ()
- Motor: 1× Tumansky R29-300 , 122kN cu postcombustie ()

### Armament
3.200 kg de muniție - diverse rachete și bombe

## Avioane similare
- MiG 29
- Panavia Tornado
- HAL Tejas
- JAS-39 Gripen
- J-10
- FC-1